# Maquis Surcouf
Le maquis Surcouf est un important mouvement de la Résistance normande durant la Seconde Guerre mondiale. 
Ce maquis, fondé et dirigé par Robert Leblanc, (épicier à Saint-Étienne-l'Allier), s'organisa en 1942-43 avec l'aide et la complicité de l'abbé Meulan, curé du village, et de Robert Samson dit La Torpille. Organisation presque militaire, son action se déroula principalement dans la région du Vièvre et du Lieuvin (nord-ouest de l'Eure non loin de Pont-Audemer qui a honoré Robert Leblanc en donnant son nom à un quai sur la Risle et également à une Rue du Maquis Surcouf). Non loin de la route D27, entre Épaignes et Lieurey, se trouve un monument dédié au Maquis Surcouf. La ville d'Épaignes a également un monument à la mémoire de quatre membres du Maquis Surcouf fusillés par les Allemands.

## Robert Leblanc, fondateur et chef charismatique du maquis Surcouf

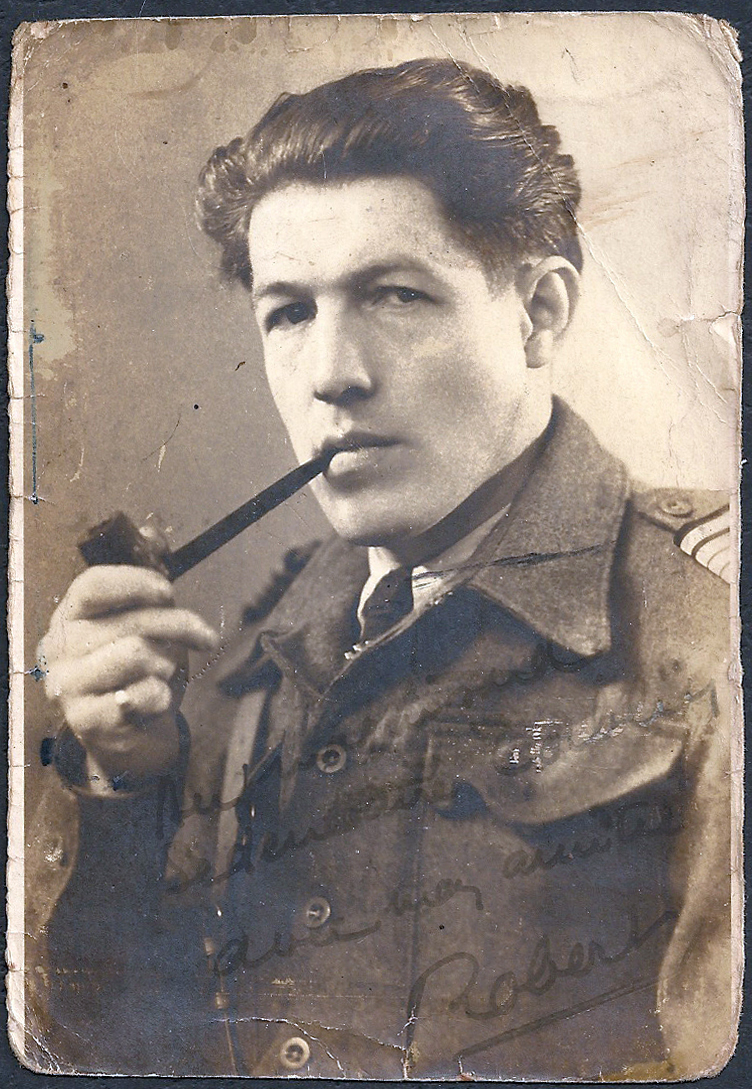
Photo de Robert Leblanc offerte et dédicacée par Robert Leblanc à M. Corblin, compagnon de résistance

Robert Leblanc est né le 5 janvier 1910, Quai de la poissonnerie à Pont-Audemer, sa mère Marie Louise Leblanc y est mercière. Scolarisé à Pont-Audemer, il devient peintre en bâtiment. Appelé sous les drapeaux comme matelot 2e classe, il est réformé pour tuberculose. Retrouvant la santé, il épouse en 1933 mademoiselle Denize Prey qui lui donnera quatre enfants. Ensemble ils s'installent à Saint-Étienne-l'Allier et tiennent le café-épicerie du village.
De novembre 1942 à août 1944, Robert Leblanc se consacre au Maquis Surcouf dont il est le chef (contrairement à l'usage il est à noter qu'il ne prend pas de pseudonyme, tous les documents retrouvés sont signés de ses prénom et nom). En septembre 1944, il participe à la fondation du 1er bataillon de l'Eure dont il est nommé commandant, puis à celle du 1er bataillon de marche de Normandie dont il est également nommé commandant. Puis les 1er, 2e et 3e bataillons de marche de Normandie vont être fondus en une nouvelle entité qui reprend le nom de 129e régiment d'infanterie.  
C'est devant ce régiment qu'à Coutances le 10 juin 1945 le général de Gaulle se déplace et remet la Légion d'honneur au commandant Robert Leblanc. Démobilisé fin 1945, il crée une entreprise de transport qui rapidement périclite, puis une entreprise de peinture. C'est au service de cette entreprise qu'il trouve la mort dans un accident de la circulation sur une petite route de la commune de Planquery (Calvados), le 13 avril 1956. Il a 46 ans et laisse une veuve et quatre jeunes enfants. 
Distinctions: Pour son action à la tête du Maquis Surcouf, la France lui décerna ou le nomma : 
- Chevalier de l'ordre national de la Légion d'honneur.
- Croix de guerre 1939-1945 avec Palmes.
- Croix du combattant volontaire de la Résistance.

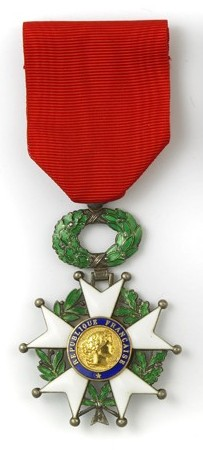
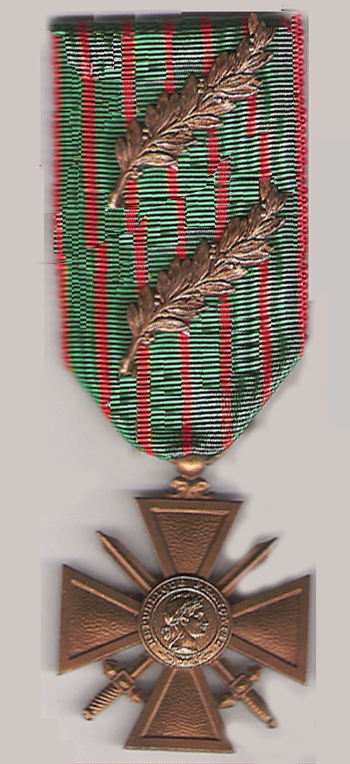
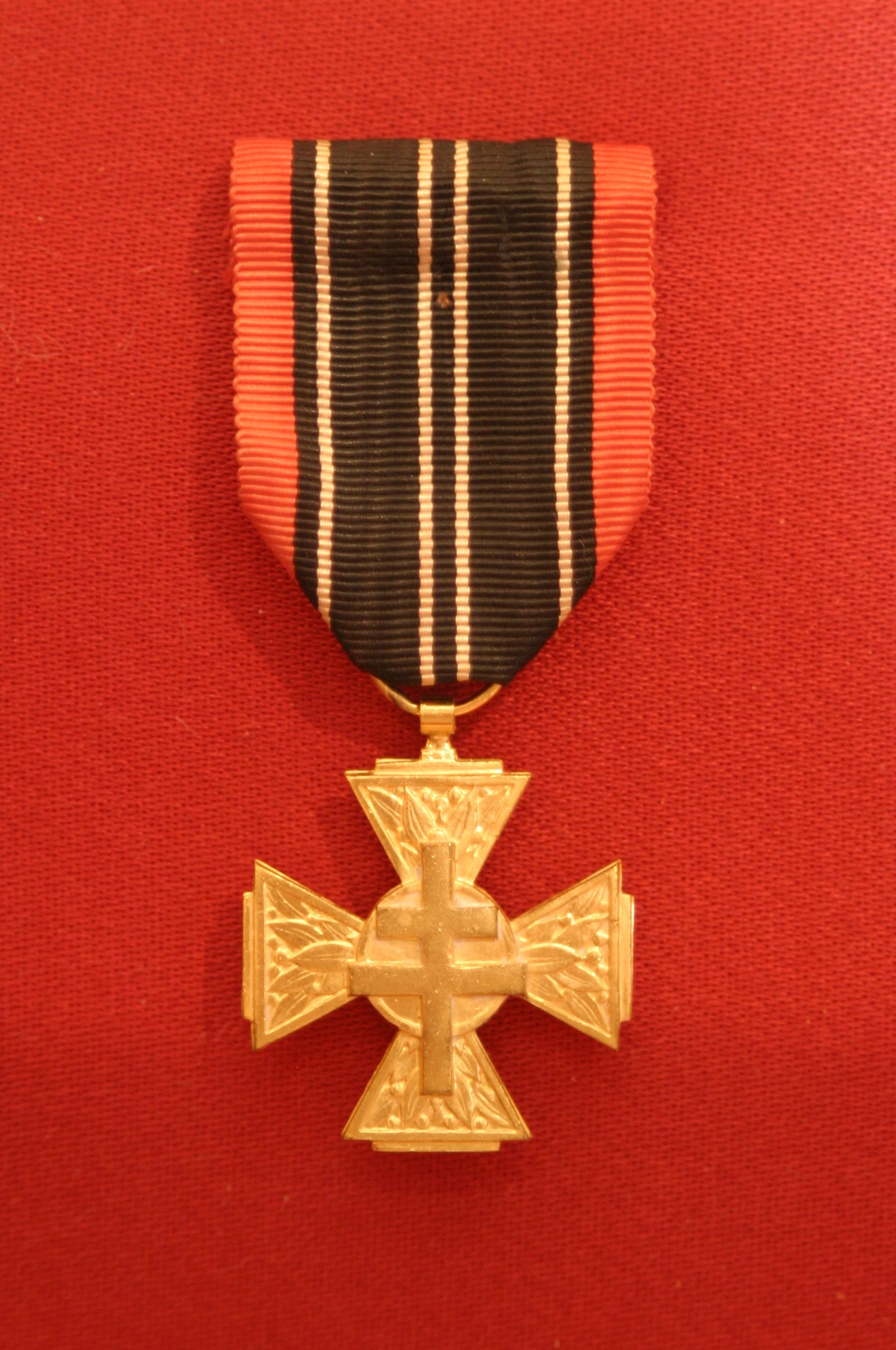
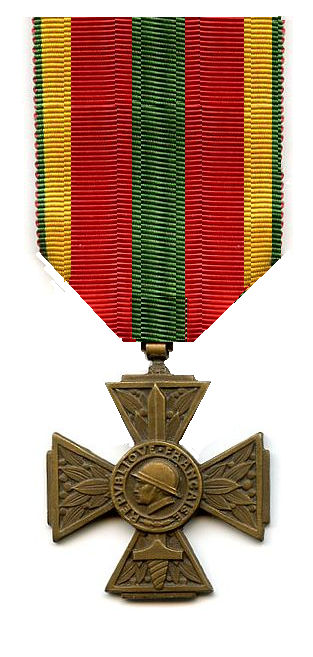
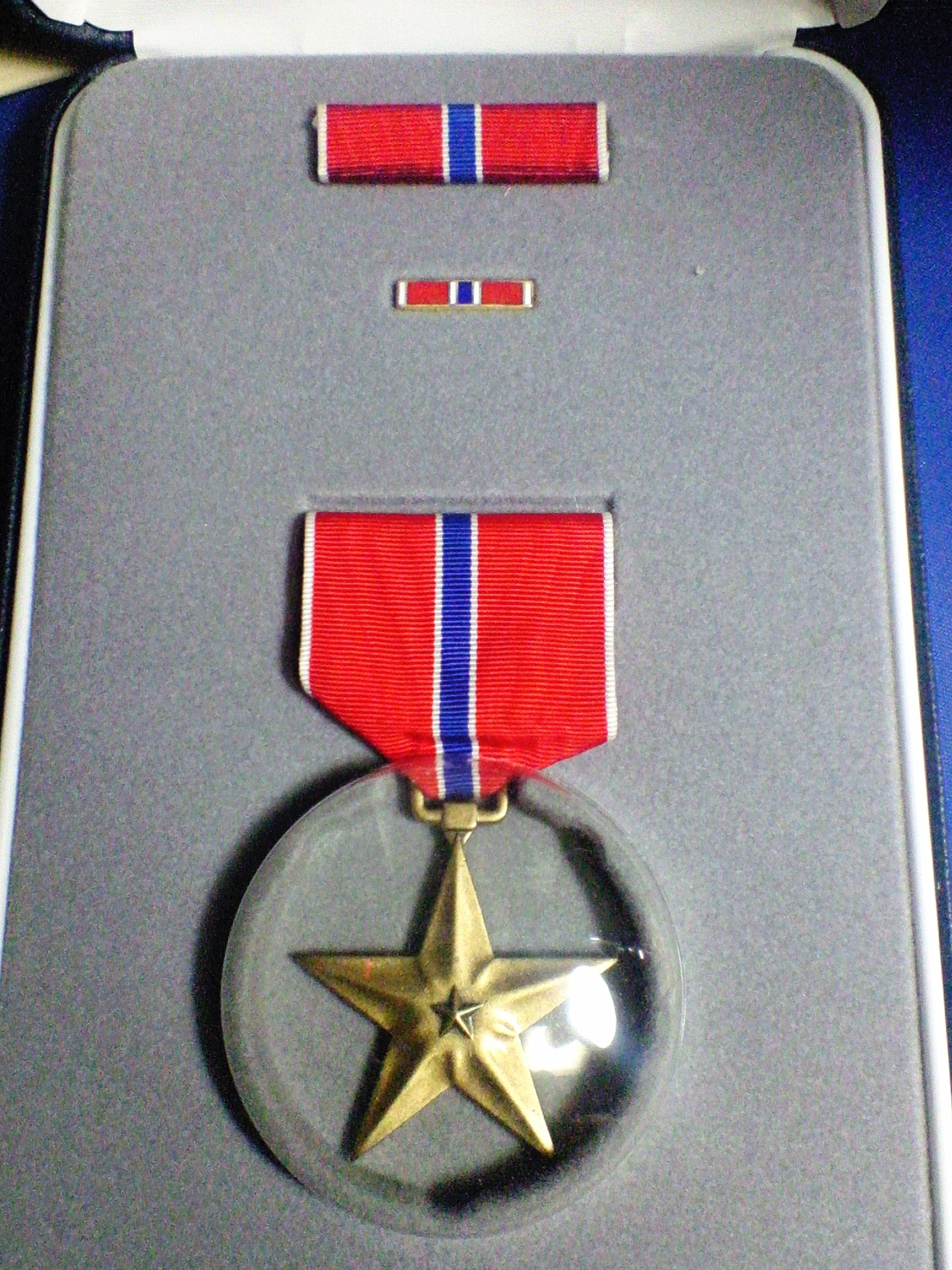

- Croix du combattant volontaire 1939 - 1945.
- Bronze Star Medal des États-Unis

## Effectif du maquis Surcouf
Ces chiffres sont ceux des seuls maquisards (hommes vivants en petites unités militarisées, dissimulées dans la campagne) et ne prennent pas en compte ceux qui étaient placés dans les fermes amies ou restés chez eux (sédentaires, nommés hommes de seconde main par Robert Leblanc).  
À ces chiffres, il faut également adjoindre les maquisards des groupes indépendants qui étaient financés et souvent dépendants militairement du maquis Surcouf et de Robert Leblanc.   

### Effectif réel des seuls maquisards du maquis Surcouf
- Mars 1942 à mars 1943 -  20 hommes.
- Mars 1943 à novembre 1943 - 35 hommes.
- Décembre 1943 l'effectif est de 105 hommes.
- Janvier 1944 l'effectif est de 108 hommes.
- Février 1944 l'effectif est de 54 hommes.
- Mars et avril 1944 l'effectif est de 150 hommes.
- Mai 1944 l'effectif est de 179 hommes.
- Juin 1944, du 1er au 13 juin l'effectif est de 250 hommes, du 13 au 30 juin les attaques allemandes obligent Robert Leblanc à réduire ses effectifs, 80 hommes restent à ses côtés, 43 sont éparpillés en différents sites.
- Juillet 1944 l'effectif est de 123 hommes.
- Août 1944, l'effectif est porté à 193 hommes.

Note: ces chiffres sont extraits du registre de comptabilité du maquis Surcouf, registre où chaque mois est porté le nombre des rationnaires avec les coûts induits.

## Liste des groupes rattachés

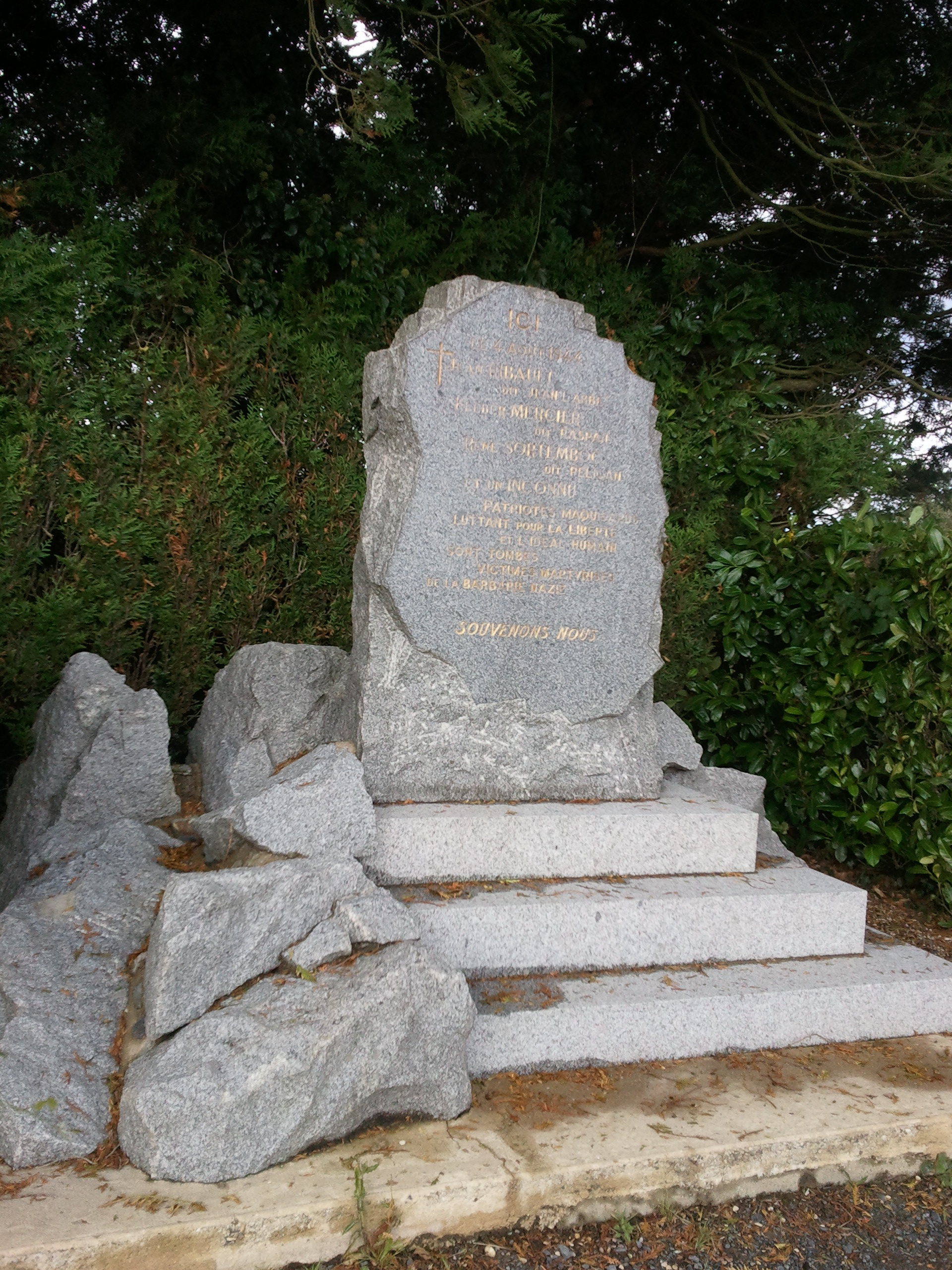
Près d'Epaignes, un monument à la mémoire de quatre résistants membres du maquis Surcouf fusillés par les Allemands

Ci-dessous, les noms des groupes de résistance rattachés financièrement ou militairement au maquis surcouf.
Nom du groupe (son chef, pseudo, nom et profession).
- Groupe de Routot (Paul 1 pseudo de Charles Poper, chef de la brigade de gendarmerie).
- Groupe de Cormeilles (Sylla pseudo de Jacques Potot, chef de gare)
- Groupe de Lieurey (Marcel pseudo de Louis-Marcel Vesque, cultivateur)
- Groupe de Quillebeuf (Nicolas pseudo de Maurice Jouen)
- Groupe de Pont-Audemer (César pseudo d'Eugène Lefèvre, chauffeur de taxi)
- Groupe de Beuzeville (Henri pseudo de Henri Sorel, marchand de chiffons)
- Groupe de Beuzeville (Toutain pseudo de Camille Renoult, vétérinaire)
- Groupe de Saint-Georges-du-Vièvre (Bayard où René 1 pseudo de René Pesqueult, quincailler)
- Groupe des Baquets (Maurice pseudo de Maurice Vautier), ce groupe comprend également les secteurs de Manneville et Corneville-sur-Risle sous l'autorité de Jacques Rivière (pseudo de Jacques Valmont)
- Groupe d'Epaignes (Albert Moreau, instituteur).
- Groupe d'Angerville, cantonné à Saint-Sylvestre-de-Cormeilles,  (Jean-Marie pseudo de Louis Arhante qui remplaça André Thorel assassiné le 25 juin 1944).

## Bilan des opérations à août 1944
Ci-dessous, le bilan arrêté au 31 août 1944 de toutes les opérations menées par le maquis Surcouf et ses réseaux affiliés dans l'arrondissement :
- Allemands tués : 104.
- Prisonniers : plus de 270.
- Blessés : 4 grièvement.

Armes récupérées :
- 368 mausers avec culasses, 154 mausers sans culasses, 60 mitrailleuses allemandes, 14 mitraillettes allemandes, 150 grenades O.F., 750 grenades à manche, nombreuses munitions et matériel divers.
- Récupérations divers, 10 motos, 4 camions, 5 voitures.

Pertes françaises:
- 32 tués.
- 35 pris comme otages.
- 8 blessés graves.
- 17 prisonniers.

Les chiffres cités dans ce rapport de Robert Leblanc sont repris par Marcel Baudot alias Breteuil, chef départemental F.F.I., dans une note de 13 pages intitulée « Les F.F.I. de l'Eure dans la bataille de Normandie » (archives Vesque).
Le 26 avril 1944, Violette Morris est abattue par des hommes du Maquis Surcouf en embuscade, alors qu'elle se trouve sur une route de campagne au volant de sa Traction Avant Citroën, de même que les cinq autres occupants de la voiture dont deux jeunes enfants. La thèse défendue par Raymond Ruffin considère Violette Morris comme une espionne et collaboratrice de la Gestapo. Quant à eux, l'historienne Marie-Jo Bonnet ou l'essayiste Gérard de Cortanze défendent la thèse d'une bavure commise par le Maquis Surcouf. Aucun document ne prouvant une réelle implication de Violette Morris auprès de la Gestapo, le Maquis Surcouf aurait produit un faux télégramme pour justifier le meurtre de Violette Morris et de deux enfants. Les 5 corps sans vie seront cachés par les hommes du Maquis Surcouf dans une ancienne mare proche du lieu d'embuscade et découverts le 12 septembre 1945.

### Autre mouvement de la Résistance portant le même nom
Il existe un autre maquis Surcouf, en Bourgogne, installé à la ferme de Mortière, dans les forêts de Chaignay et Villecomte (Côte-d'Or).